# Ingeborg Retzlaff

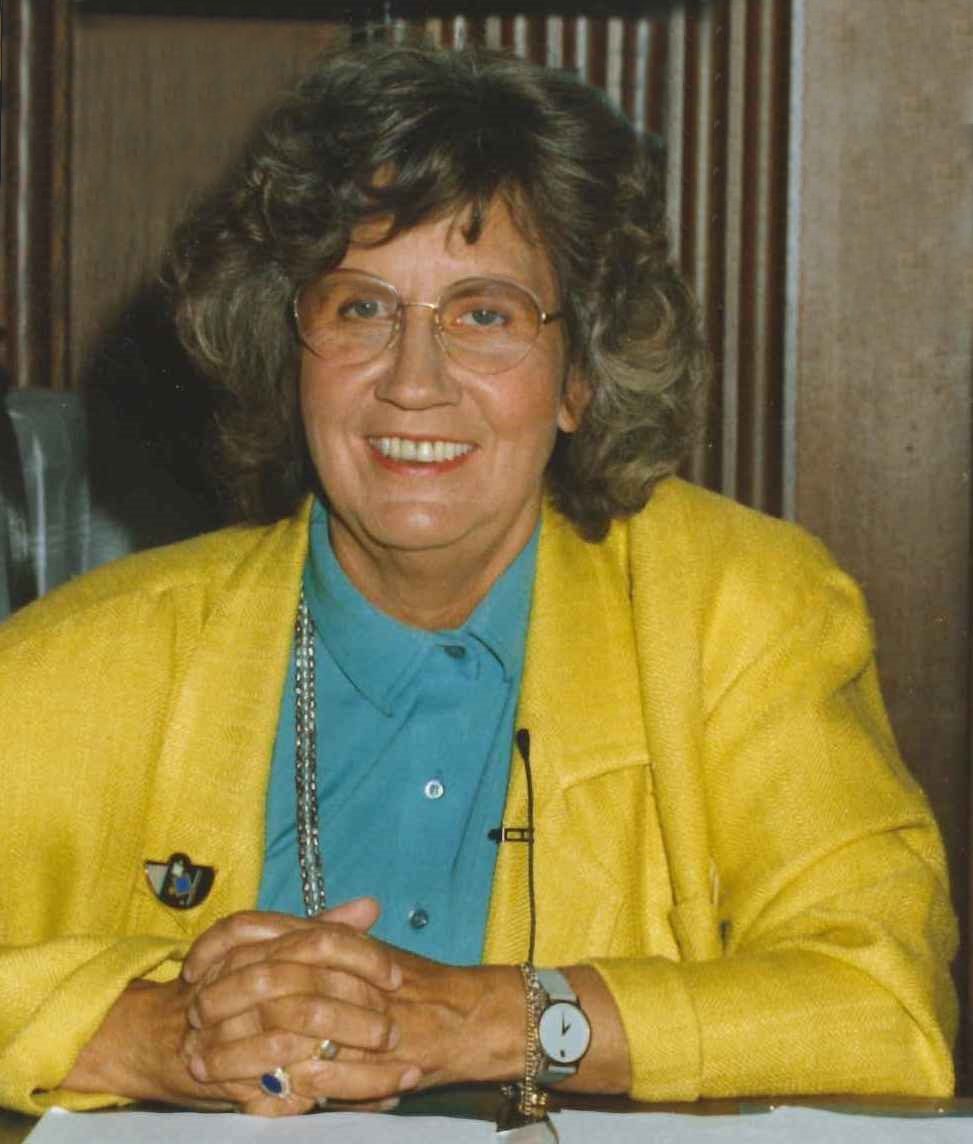
Ingeborg Retzlaff

Ingeborg Retzlaff (* 18. August 1929 in Swinemünde; † 17. September 2004 in Lübeck) war eine deutsche Frauenärztin, Geburtshelferin und Psychotherapeutin in Lübeck. Bekannt wurde sie als ärztliche Standespolitikerin.

## Leben
Als Stettinerin besuchte Ingeborg Retzlaff im Zweiten Weltkrieg das Schloss Gaienhofen – Evangelische Internatsschule am Bodensee. Nach dem Abitur machte sie eine Ausbildung zur Hebamme. Danach studierte sie Medizin an der Julius-Maximilians-Universität Würzburg und der Universität Hamburg. In Hamburg engagierte sie sich im Allgemeinen Studierendenausschuss, der sie als Nachfolgerin ihres zurückgetretenen Halbbruders Ernst-Georg Pantel zur Vorsitzenden wählte. 1957 wurde sie zur Dr. med. promoviert.
In Hamburg, Ratzeburg und Lübeck zur Fachärztin ausgebildet, ließ sie sich 1965 in Lübeck nieder. Belegbetten hatte sie im Krankenhaus Rotes Kreuz Lübeck. Schon 1966 gründete sie die Lübecker Gruppe des Deutschen Ärztinnenbundes. 1976 wurde sie in die Kammerversammlung und den Vorstand der Ärztekammer Schleswig-Holstein gewählt. Auf ihr Betreiben nahm der Ärztetag 1985 in Travemünde die Künstliche Befruchtung in die Berufsordnung auf. Sie inaugurierte den Ausschuss zu Kindesmisshandlung und -missbrauch. Die Kammerversammlung wählte sie 1980 zur Vizepräsidentin und 1983 zur Präsidentin. Als erste Frau an der Spitze einer Ärztekammer sorgte sie für ein Wahlrecht, das eine angemessene Vertretung der Ärztinnen in Schleswig-Holstein ermöglichte. Nach fünf Jahren als Vizepräsidentin wurde sie 1989 zur Präsidentin des Deutschen Ärztinnenbundes gewählt.
Nach der deutschen Wiedervereinigung half sie beim Aufbau der von Andreas Crusius geleiteten Ärztekammer Mecklenburg-Vorpommern. Durch eine Erkrankung auf einen Rollstuhl angewiesen, schied sie im November 1994 aus dem Amt in Schleswig-Holstein aus. Sie zog mit 73 Jahren ins heimatliche Vorpommern, kehrte aber bald in ihr Lübecker Pflegeheim zurück.

## Werke
- Die Ärztin in unserer Gesellschaft. Niedersächsisches Ärzteblatt, Jg. 14 (1983), S. 469–472.
- Gewalt gegen Kinder – Misshandlung und sexueller Missbrauch Minderjähriger. Neckarsulm 1989.

## Ehrungen
- Ehrenpräsidentin der Ärztekammer Schleswig-Holstein
- Ehrenpräsidentin des Deutschen Ärztinnenbundes[5]
- Bundesverdienstkreuz 1. Klasse
- Paracelsus-Medaille 1995